# Zygophyllum pterocarpum
Zygophyllum pterocarpum là một loài thực vật có hoa trong họ Zygophyllaceae. Loài này được Bunge miêu tả khoa học đầu tiên năm 1830.